# Cerkev sv. Andreja, Mošnje
Cerkev sv. Andreja v Mošnjah je župna cerkev Župnije Mošnje.
Cerkev je ena najstarejših v Sloveniji. V virih je prvič omenjena že leta 1154. V osnovi je triladijska romanska bazilika, ki je bila ob spreminjanju umetnostnih slogov večkrat prezidana. Ima gotski prezbiterij, prizidane baročne kapele in zvonik. V cerkvi so tudi freske iz 15. stoletja. Cerkev ima danes pet baročnih oltarjev: glavni oltar sv. Andreja, stranska oltarja sv. Štefana ter sv. Kozme in Damijana, v kapelah pa oltarja Marije-matere dobrega sveta, in Svete Družine. Glavni oltar je leta 1894 postavil Janez Vurnik. Sliko Matere dobrega sveta v oltarju severne kapele je leta 1751 naslikal Fortunat Bergant.

## Razvoj cerkvene stavbe
Najstarejši del cerkve se nahaja pod visoko dvokapno streho, ki pokriva ladijski del cerkve in je nesorazmerno širok. Tu je bila v 12. stoletju triladijska romanska bazilika z visoko srednjo ladjo in nizkima stranskima ladjama, kar dokazujejo na podstrešju odkriti kamniti okviri romanskih oken, izklesani iz lehnjaka, ki se nekoliko razlikujejo od ostale gradnje. Cerkev sprva ni bila obokana, in je imela odprto ostrešje, v srednji ladji morda lesen strop. V gotiki so na severni strani sezidali zvonik, ki ga cerkev poprej ni imela, na vzhodni strani tristrano zaključeni prezbiterij ter na južni strani rebrasto obokano kapelo sv. Trojice, zdajšnjo zakristijo. Obe stranski ladji so povišali in ju rebrasto obokali, srednja pa je ohranila svoje odprto ostrešje ali raven strop vse do baroka. V prvi polovici 17. stoletja so banjasto obokali srednjo ladjo ter na novo obokali  prezbiterij; stavbo so dopolnili še z baročnima kapelama in s slikovito čebulasto streho zvonika.

## Freske
Gotika je cerkvi zapustila pečat tudi s freskami. Z njimi je okrasila vso prvo obočno polo v severni stranski ladji, kjer je sedaj oltar sv. Štefana. Tu so med dekorativno poslikanimi rebri polja okrašena s freskami angelov, v samem loku pa sta naslikani sv. Helena in sv. Magdalena. Fresko danes delno zakriva novejši oltar sv. Štefana. Slikarije iz 15. stoletja močno spominjajo na freske v bližnji cerkvi sv. Janeza Krstnika na Otoku, skupaj z njimi pa se vključujejo v suško skupino, imenovano tako po znamenitem poslikanem prezbiteriju cerkve na Suhi pri Škofji Loki.
Ko so v gotiki pozidali sedanji prezbiterij, so ga seveda tudi poslikali. Freske na obeh stranskih stenah prezbiterija prikazujejo mučeništva apostolov. Po freskah se jasno vidi, da je bil prvotni gotski obok, do katerega so segale, občutno nižji od sedanjega baročnega.
Na zunanji strani prezbiterija so vidni ostanki freske Svete Nedelje, na steni zvonika pa je obnovljena freska  sv. Krištofa.
- Glavna ladja in ob njej  severna stranska ladja s poslikanim prvim obokom
- Del poslikava v prvem oboku severne ladje zakriva oltar sv. Štefana
- Detajl freske na stropu
- Slop med stransko in glavno ladjo
- Prizori mučenja apostolov na stranski steni prezbiterija
- Bergantova slika Matere dobrega sveta v severni kapeli